# Niayes
Die Niayes sind als Zone des Niayes ein wichtiger wenn auch kleiner ökogeographischer Naturraum im westafrikanischen Staat Senegal.
Die Zone des Niayes sind ein rund 150 Kilometer langes und 5 bis 10 Kilometer breites Feuchtgebiet entlang der Grande-Côte zwischen Cap Vert und dem Mündungsdelta des Senegal-Stroms. Die Niayes bestehen aus einer Reihe von Senken, die sich zwischen den Küstendünen und Hinterlandsdünen gebildet haben. Sie verfügen über oberflächennahe Grundwasservorräte und sind das wichtigste Gemüseanbaugebiet des Senegal. Sie sind dicht besiedelt, namentlich im Arrondissement des Niayes der Millionenstadt Pikine. In den Niayes leben mehr als 20 % der Bevölkerung des Senegal auf weniger als 1 % des Territoriums. Östlich der Niayes schließt sich der ökogeographische Naturraum des Erdnussbeckens an.
Die Größe der Zone des Niayes beträgt 2759 km². Administrativ erstrecken sich die Niayes über die küstennahen Teile der Regionen Saint-Louis, Louga, Thiès und Dakar.
Die wirtschaftlich erfolgreiche Nutzung der Niayes hängt von guten Transportwegen in die Metropolregion Dakar ab. Diesem Zweck war vor allem die Route des Niayes dienlich, die seit 2012 als Nationalstraße N 8 klassifiziert ist und bis Saint-Louis verlängert wurde. Sie beginnt in Rufisque und ist dort mit der Autoroute 1 und der N 1 verknüpft. Sie führt über Sangalkam und an der Küstenstadt Kayar vorbei nach Mboro und endete ursprünglich in Lompoul-sur-Mer, Gemeinde Darou Khoudoss. Nun verbindet die N8 alle Ortschaften im fruchtbaren Hinterland der Küstendünen miteinander und mit dem nationalen Fernstraßennetz. Etwas landeinwärts der Niayes verbindet die N 2 von den Städten Diamniadio, Sébikotane und Pout ausgehend die Städte Thiès, Tivaouane, Mékhé, Kébémer, Louga und Saint-Louis.